# Burg Kanazawa
Die Burg Kanazawa (japanisch 金沢城, Kanazawa-jō) in der Stadt Kanazawa (Präfektur Ishikawa) in Japan war Sitz der  Maeda mit deren Lehen Kaga, das sie mit über 1.000.000 koku Einkommen zu den reichsten Daimyō der Edo-Zeit machte.

## Geschichte
Die Burg Kanazawa liegt am Ende eines Hügels zwischen den Flüssen Saigawa und Asanogawa, der sich nach Nordwesten erstreckt. Seit 1546 befand sich dort die Tempelstadt Kanazawa Midō (金沢御堂), volkstümlich Oyama-gobō (尾山御坊), genannt. Sie war während der Ikkō-Aufstände angelegt worden von Mönchen der mit der buddhistische Glaubensrichtung Jōdo-Shinshū verwandten Ikkō-shū. 1580 gelang es Shibata Katsuie, den Ort zu erobern und die Mönche zu vertreiben.
Als nach der Schlacht von Shizugatake 1583 Maeda Toshiie (前田利家; 1538–1599) zusätzlich zwei Landkreise im Norden der Provinz Kaga erhielt, zog er von Komaruyama (Provinz Noto) dorthin und machte die Burg zu seinem Wohnsitz. Die Maeda residierten in Kanazawa bis zur Meiji-Restauration.

## Die Anlage

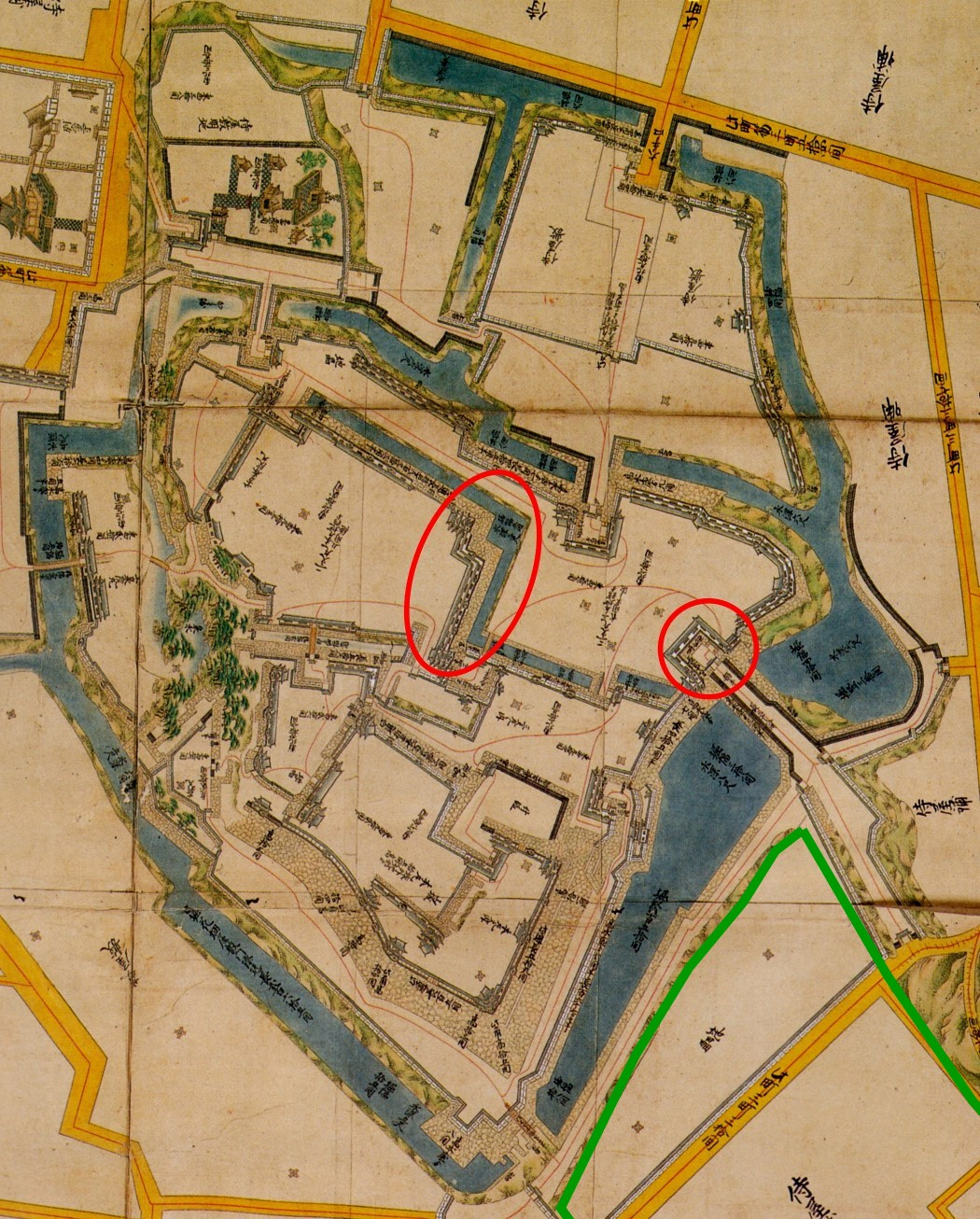
Die Burg mit Ishikawa-Tor im roten Kreis und das Langhaus im Oval. Der Kenroku-en ist grün markiert.

Bereits 1586 wurde der Burgturm gebaut. 1592 waren die Burggräben Hasuike-bori (Hyakken-bori), Imori-bori, Hyakuchō-bori und die hohe Mauer im Süden ausgebaut. 1599 erhielt Takayama Ukon von Toshiies Sohn Toshinaga den Befehl, an der Nordseite des San-no-maru befindlichen Shin-maru den Graben Ōte-bori anzulegen und vor der Südwestseite den inneren Sōgamae-bori. 1610 wurde auch der äußere Sōgamae-bori angelegt. 
Der Burgturm, der 1602 durch einen Blitz abbrannte, wurde nicht ersetzt, ein dreistöckiger Wachturm diente als Ersatz. 1620 ging die Residenz in der Hauptburg und 1631 die Residenz im Ni-no-maru durch Brand verloren. Darauf wurde zum Brandschutz die Tatsumi-Kanal angelegt. Er führt über den Höhenrücken Wasser in ausreichendem Maße bis in die Burg. Das Ni-no-maru beherbergte von nun ab die Residenz und die Verwaltung der Domäne. 1759 und 1808 wurde die Burg wieder von Bränden heimgesucht. 
Nach der Meiji-Restauration kam 1872 das Burggelände unter die Armee-Verwaltung, der es als Verwaltungssitz diente. Nach 1945 nutze zunächst die Universität Kanazawa das Gelände, nach ihrem Auszug kam es an die Stadt, die es in eine Parkanlage umwandelte. 
Von der Burg erhalten geblieben ist das „Ishikawa-Tor“ und das „Dreißig-Klafter-Langhaus“ (三十間長屋), beide als Wichtige Kulturgüter registriert. 2001 wurden im Ni-no-maru das Fünfzig-Klafter-Langhaus, der Hishi-Wachturm, das Hashizume-Tor, der Tsuzuki-Wachturm und der Uchi-bori wiederhergestellt. Darüber hinaus wird die Wiederherstellung des Kahoku-Tores und des Tatsumi-Wachturms geprüft.

## Bilder

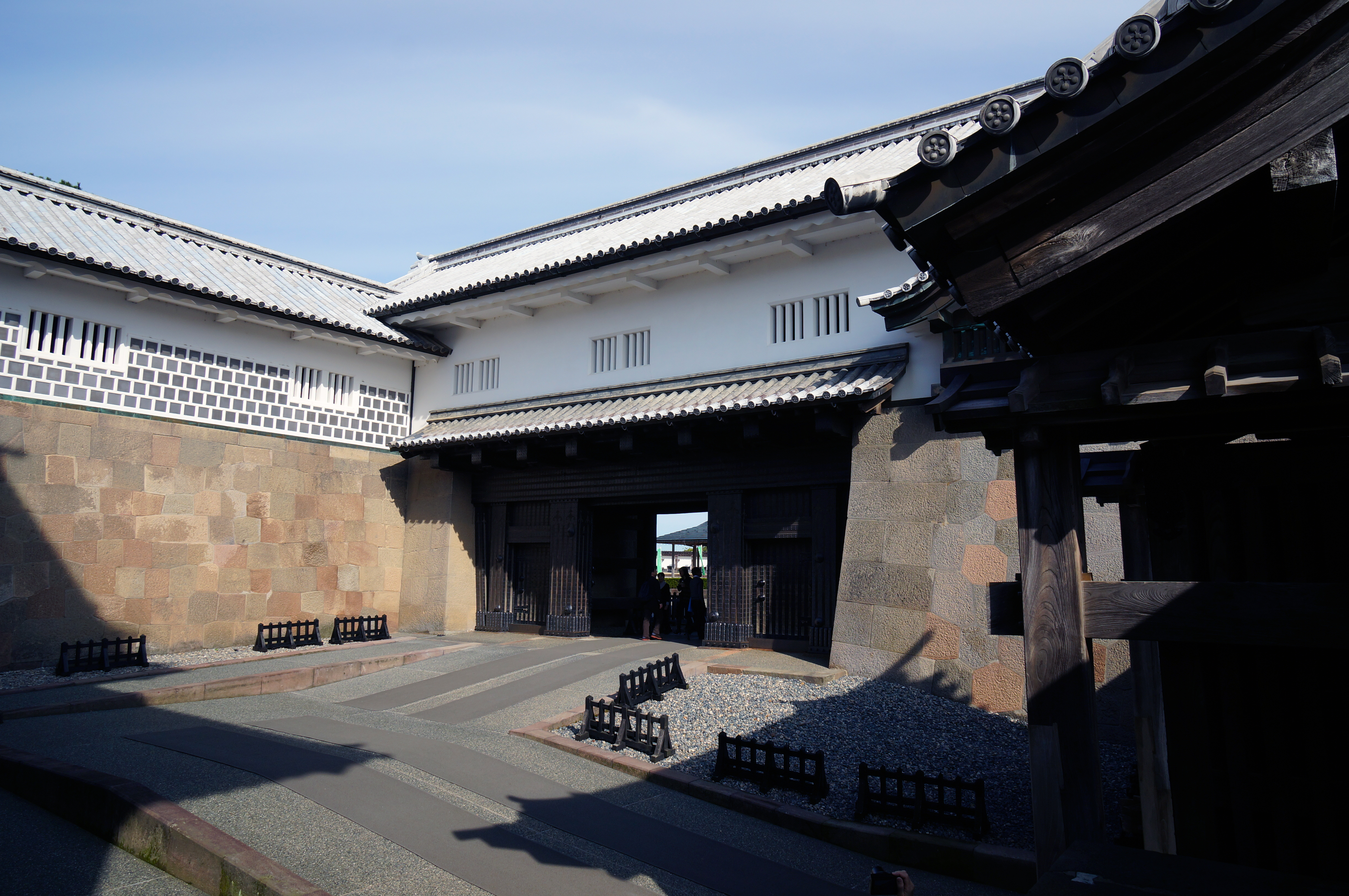
Toranlage innen
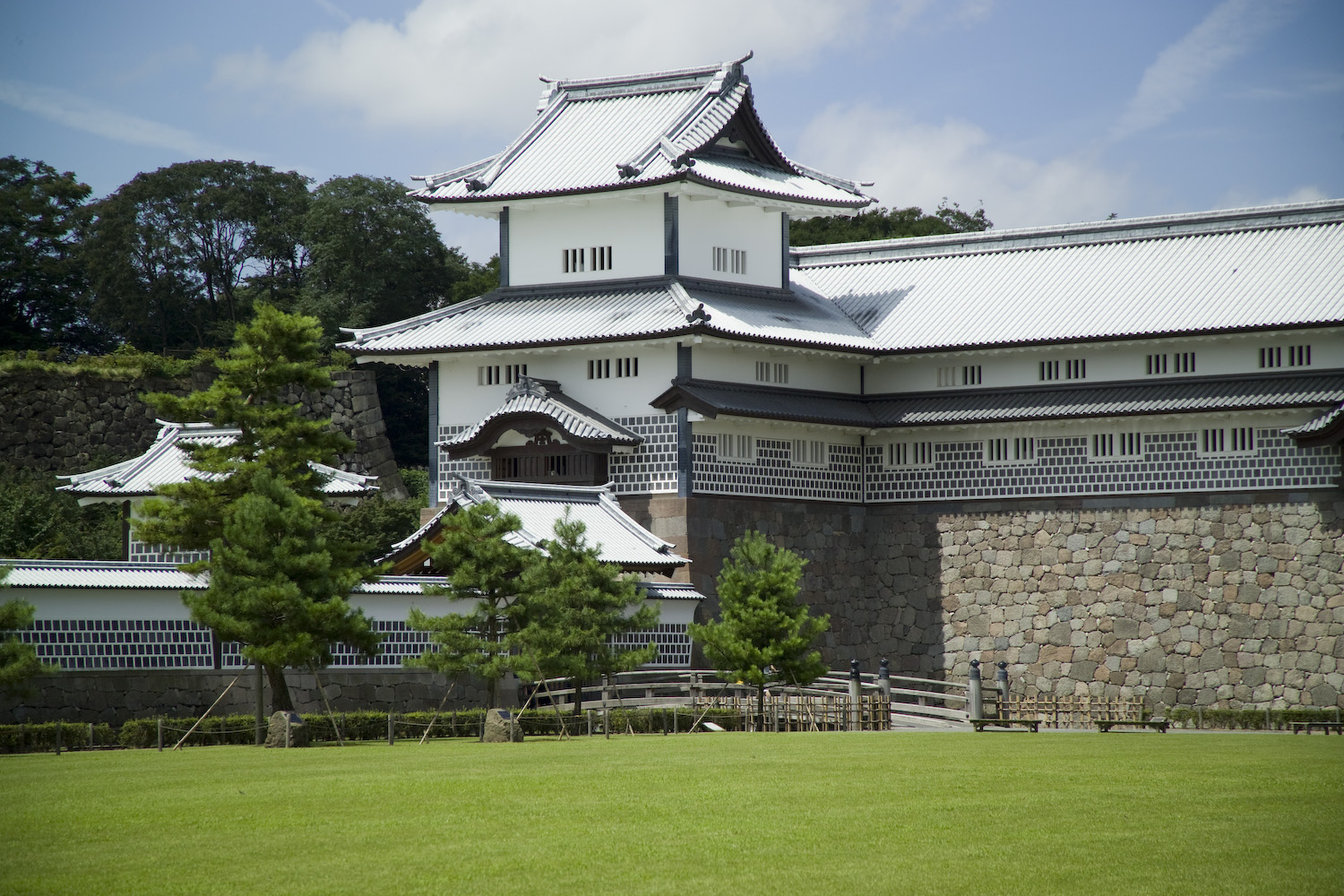
Westlicher Turm des Langhauses
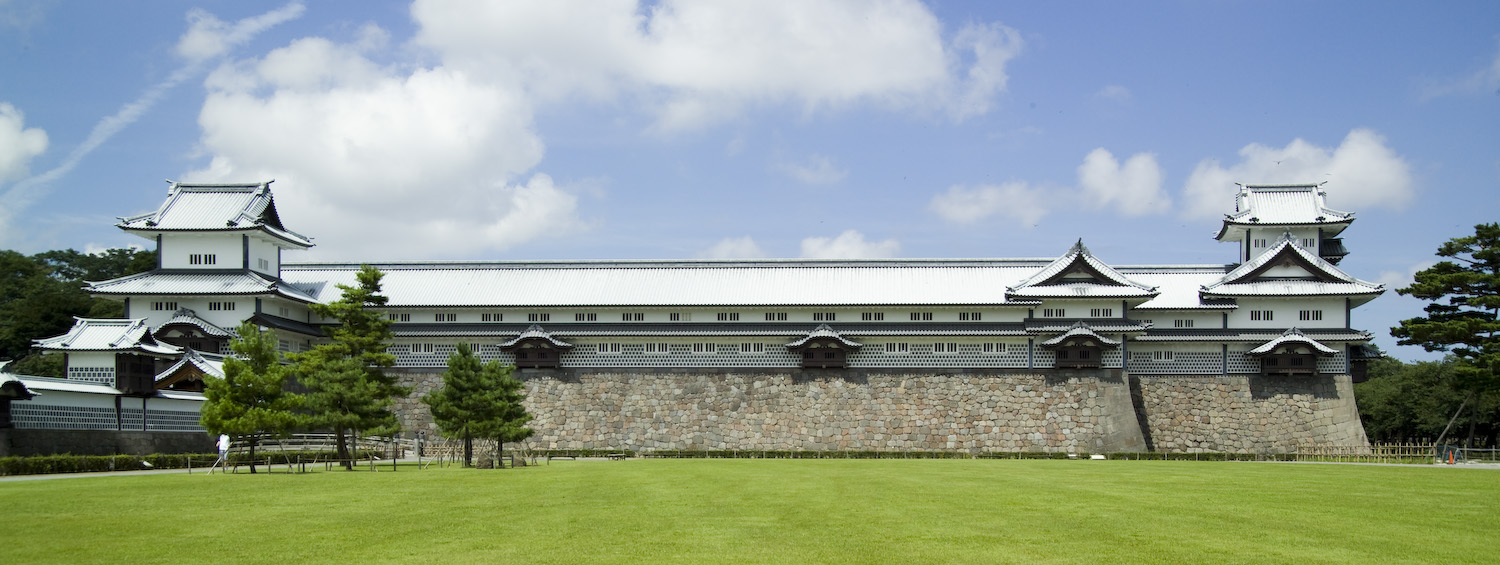
Fünfzig-Klafter-Langhaus
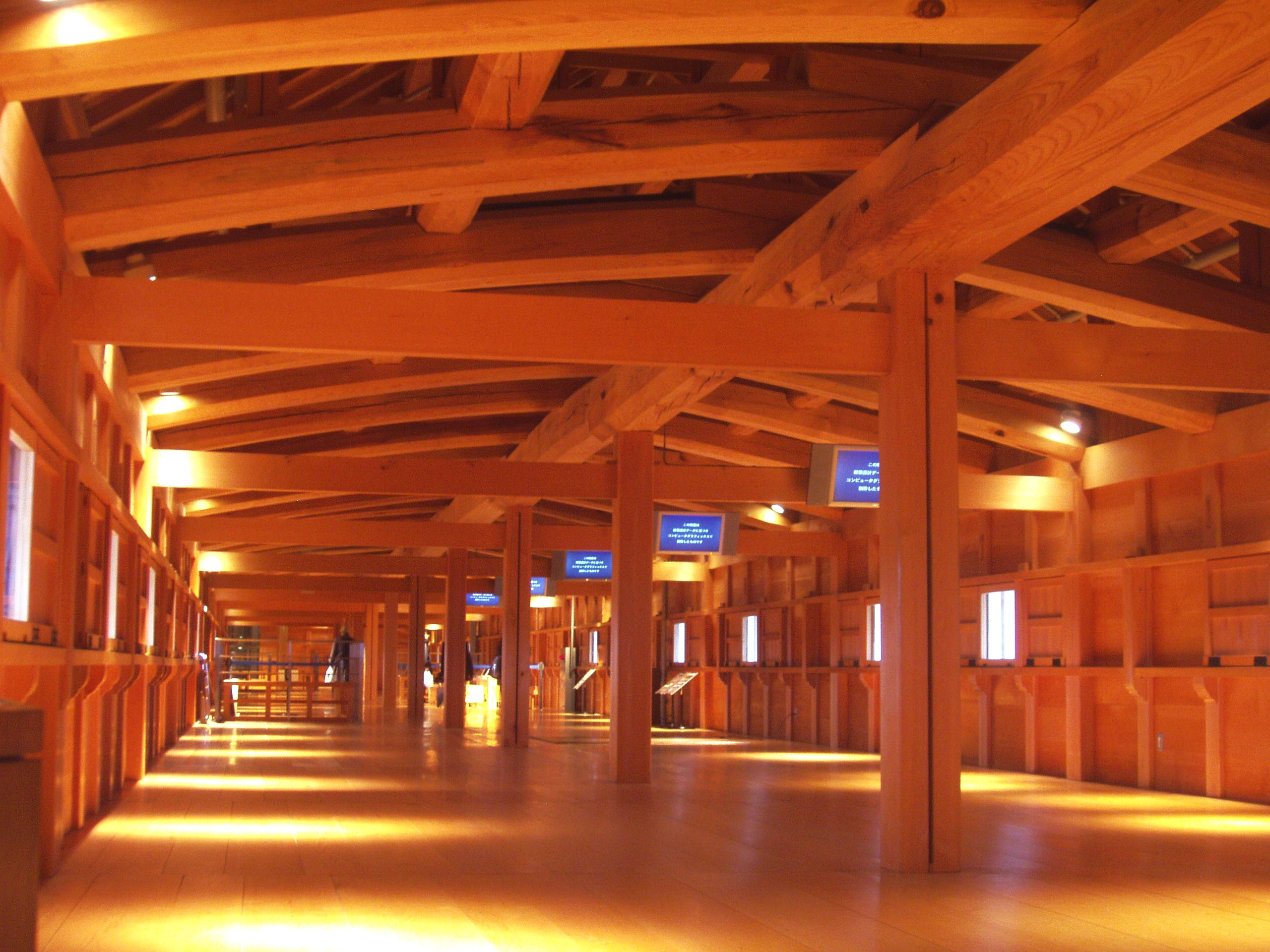
Im Fünfzig-Klafter-Langhaus